# 日本女性会議
日本女性会議（にほんじょせいかいぎ）は、日本国内で定期的に行われているイベント。

## 概要
男女共同参画に関する会議。この分野の会議としては日本国内では最大級。1984年に第1回が行われて以降、日本全国の各地で定期的に開催されるようになっている。
2019年の日本女性会議は栃木県佐野市で開催することが予定されていたものの、台風の影響で中止となった。
コロナ禍までは3000人を超えるほどの自治体職員や民間団体などの女性が集まるほどの規模であったものの、コロナ禍よりオンラインで開催されるようになっている。
2025年の日本女性会議は、奈良県橿原市で開催される。様々なテーマを扱う分科会や講演会やシンポジウムに加えて、奈良県・橿原市ならではのコンテンツも実施される。2025年の日本女性会議の実行委員長には槇村久子が就任。女性就業率が伸び悩んでいる奈良県の現状もあることから、県内で日本女性会議を実施する重要性は大きいとしている。日本女性会議という名前であるものの、男性が抱える課題も提示して議論をできる場にしたいとする。2025年5月24日には橿原市で日本女性会議のプレイベントが行われる。これには約30人の若者が集まり、若者の視点でジェンダーの問題についてのワークショップが実施された。